# Mirror (zeilboot)
De Mirror is een houten één- of tweepersoons zeilboot met een steekzwaard. De romp is duidelijk herkenbaar aan het knikspant en de afgevlakte boeg. De Mirror is een zeilboot die gaffel getuigd is, de zeilen van de Mirror zijn meestal ook rood van kleur.
De Mirror is ontworpen door Jack Holt als inzending voor een wedstrijd die het Engelse dagblad Daily Mirror had uitgeschreven. De eisen waren dat de boot op het dak van een auto moest kunnen worden vervoerd, niet te duur was, en makkelijk te besturen zou zijn.